# Tetiankh Crni
Tetiankh Crni (egipatski Tetiankhkem, eng. Tetiankh the Black) bio je princ drevnog Egipta 6. dinastije.
Bio je sin faraona Tetija i jedne od njegovih žena, kraljice Khuit II. te unuk kraljice Sešešet i polubrat Pepija I.
Tetiankh, čije ime znači „Teti živi“, umro je prije svog oca. Moguće je da je neko vrijeme bio krunski princ.
Čini se da je Tetiankh imao oko 15 godina kad je umro.
Prema staroj teoriji, ovaj je princ bio sin Pepija.